# Őrbottyán
Őrbottyán è un comune dell'Ungheria non lontano dalla capitale di 7.439 abitanti (dati 2012) situato nella contea di Pest, nell'Ungheria settentrionale.
Il comune ha ottenuto lo status di città il 15 luglio 2013.